# Randall Leal
Randall Enrique Leal Arley (Moravia, San José, Costa Rica, 14 de enero de 1997) es un futbolista costarricense que juega de extremo izquierdo en el D. C. United de la Major League Soccer.

## Trayectoria

### Inicios
Leal jugó para el equipo de la localidad de Moravia cuando tenía seis años de edad, permaneciendo allí hasta los once. Cuando cumplió doce años decidió moverse y conformó la cantera infantil del Deportivo Saprissa. Sin embargo, su estadía duró solamente dos años por problemas legales con su contrato, ya que el conjunto morado quería dejarse el noventa por ciento de alguna transacción futura por el jugador, por lo que su padre decidió no aceptar la cláusula que le estaban imponiendo. Leal permaneció diez meses sin entrenar y una vez librado de la situación de no poder participar en el torneo de alto rendimiento, dio su último paso por liga inferior para Belén hasta los dieciséis, equipo que le dio la confianza al inscribirlo en la nómina del escuadrón absoluto.

### Belén F. C.
De la mano del entrenador Vinicio Alvarado, el futbolista fue convocado para disputar su primer partido en la máxima categoría con el conjunto belemita, llevado a cabo el 27 de octubre de 2013 contra Carmelita en el Estadio Morera Soto. Entró de variante por Állan Duarte al minuto 60' y el partido acabó empatado 1-1.
Su primer gol lo obtuvo el 12 de enero de 2014, en la victoria por 2-0 sobre Puntarenas en el Estadio Rosabal Cordero al minuto 89', esto por la primera fecha del Campeonato de Verano.
Habiendo disputado un total de veintitrés compromisos en los que marcó dos anotaciones, el 28 de enero de 2015 se convirtió en agente libre debido a que el club le incumplía con las responsabilidades siendo menor de edad como el salario y cargas sociales.

### K. V. Mechelen
El 19 de febrero de 2015, es nuevo jugador del K. V. Mechelen de la Primera División de Bélgica, luego de haber superado una prueba semanas atrás. Debutó hasta el 25 de julio —en el inicio de la nueva temporada— contra el Oostende en el Versluys Arena. Randall reemplazó a Jens Naessens al minuto 83' y utilizó la dorsal «8» en la derrota de su club con cifras de 3-1.
El 4 de julio de 2016, anunció su renovación con el equipo por un periodo de tres años adicionales. El 11 de marzo de 2018, su conjunto desciende oficialmente a la Segunda División.

### Deportivo Saprissa
El 13 de agosto de 2018, es oficializado el fichaje de Leal por el Deportivo Saprissa de la Primera División de Costa Rica, equipo al que queda vinculado por dos años. Hizo su debut el 2 de septiembre, en el clásico contra Alajuelense en el Estadio Morera Soto, donde Randall ingresó de cambio al minuto 72' por Christian Bolaños con la dorsal «8». Convirtió su primer gol con la camiseta morada el 3 de octubre sobre la Universidad de Costa Rica, mediante un remate de media distancia al minuto 75' para poner el 2-0 transitorio. Su club logró el triunfo con goleada por 4-0.

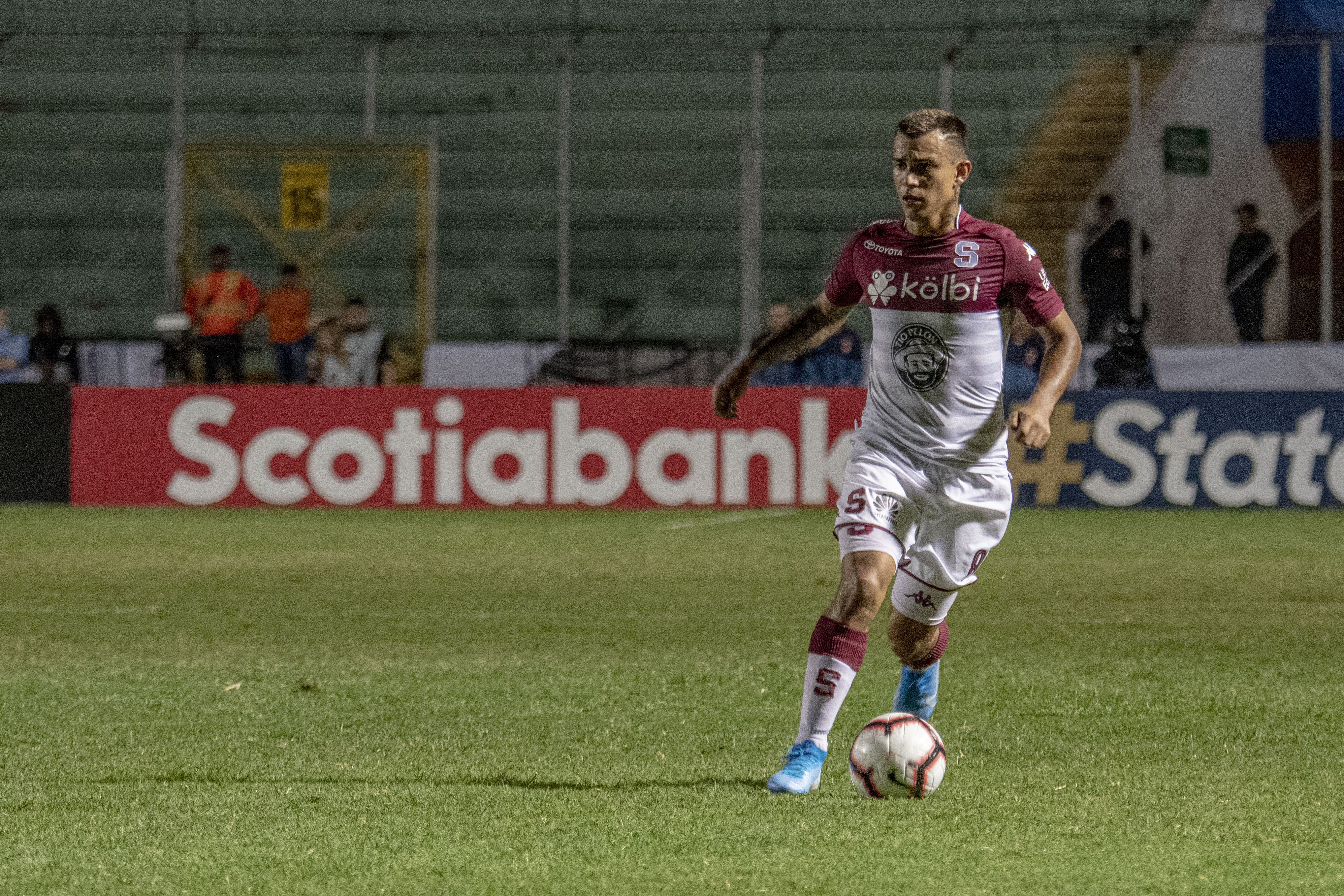

Tras superar una fractura en el tobillo derecho que le terminó alejando para la fase final del certamen anterior, pudo retornar en la undécima fecha del Torneo de Clausura 2019 del 16 de febrero ante Grecia en el Estadio Ricardo Saprissa. Leal ingresó de variante por Jaylon Hadden al minuto 74' y colaboró con una asistencia para el gol que definió la victoria por 4-2. Marca su primer tanto de la campaña el 31 de marzo sobre el Santos de Guápiles. El 13 de abril abre la cuenta de anotaciones al minuto 3' ante la Universidad de Costa Rica, partido que culminó 4-0 a favor de los saprissistas. En la última jornada de la clasificación, el jugador convirtió un gol al minuto 31' contra Grecia en la goleada por 0-5.
Empezó la campaña del Torneo de Apertura 2019 a partir de la segunda fecha contra Pérez Zeledón (victoria 3-0), en la que formó parte de la titularidad y salió de cambio al minuto 83' por José Rodolfo Alfaro. El 4 de agosto convierte su primer gol sobre Guadalupe, tras cerrar un centro de su compañero Ricardo Blanco y así colocar la ventaja 2-0 transitoria. El marcador culminó en triunfo cómodo de 4-1. El 10 de agosto consiguió un extraordinario tanto ante Alajuelense que liquidó el juego 1-2 a favor de los morados. Leal tomó un despeje del defensor rival, se quitó una marca y empalmó un remate desde fuera del área donde el balón se coló en el ángulo del guardameta. El 11 de septiembre fue autor en uno de los goles de la victoria 3-1 ante San Carlos. El 16 de octubre concretó la anotación de la ventaja transitoria de 0-2 sobre el Cartaginés, partido que terminaría en victoria por 1-2.

### Nashville S. C.
El 5 de septiembre de 2019, el Nashville Soccer Club —franquicia entrante a la Major League Soccer— adquiere los servicios de Leal para tenerlo a partir de enero de 2020.

## Selección nacional

### Categorías inferiores
Representó a la Selección Sub-17 de Costa Rica en competición oficial por la eliminatoria centroamericana al Campeonato de la categoría de Concacaf. Durante el mes de diciembre de 2012, enfrentó los duelos del grupo contra Honduras (derrota 3-0), El Salvador (victoria 1-2), Nicaragua (0-0) y Guatemala (triunfo 0-2), siendo uno de los futbolistas habituales del director técnico Edson Soto con 326 minutos de acción.
Randall únicamente hizo frente a un juego en el Campeonato Sub-17 de la Concacaf de 2013, el 10 de abril ante Canadá en el Estadio "Muquita" Sánchez de Panamá, donde alcanzó la totalidad de los minutos con la dorsal «11». Su país quedó eliminado en fase de grupos y por lo tanto se quedó sin cupo para asistir a la Copa Mundial de ese año.
Con Paulo Wanchope en el cargo de técnico, el centrocampista participó en dos partidos de la fase de grupos del torneo de fútbol masculino de los Juegos Centroamericanos y del Caribe 2014, cuyos duelos fueron celebrados en el Estadio Luis "Pirata" Fuente de Veracruz. Estuvo en las pérdidas contra Cuba (1-2) y Venezuela (0-1) y quedó en la suplencia en el empate 2-2 ante Haití.
Ha formado parte del proceso con el estratega argentino Marcelo Herrera de la Selección Sub-20 de Costa Rica. El 10 de febrero de 2017, fue convocado para disputar el Campeonato de la Concacaf celebrado en territorio costarricense. El primer partido fue el 19 de febrero en el Estadio Ricardo Saprissa, donde su combinado enfrentó a El Salvador. En esta oportunidad, Leal fue titular con la dorsal «11», mientras que el resultado concluyó con la derrota inesperada de 0-1. La primera victoria de su país fue obtenida tres días después en el Estadio Nacional, con marcador de 1-0 sobre Trinidad y Tobago —dada mediante la anotación de tiro libre directo hecho por Randall—. El 25 de febrero, en el mismo escenario deportivo, la escuadra costarricense selló la clasificación a la siguiente ronda como segundo lugar tras vencer con cifras de 2-1 a Bermudas —con el jugador como protagonista en la obtención del gol—. El 1 de marzo, su conjunto perdió 2-1 contra Honduras, y dos días después empató a un tanto frente a Panamá —juego en el que Leal convirtió un tanto al minuto 9'—. Con este rendimiento, la selección de Costa Rica quedó en el segundo puesto con solo un punto, el cual fue suficiente para el avance a la Copa Mundial que tomaría lugar en Corea del Sur.
Durante la conferencia de prensa dada por el entrenador Herrera, el 28 de abril, se hizo oficial el anuncio de los 21 futbolistas que tendrían participación en la Copa Mundial Sub-20 de 2017 con sede en Corea del Sur. En la lista apareció el centrocampista Randall Leal. El compromiso que dio inicio con la competición para su país fue ejecutado el 21 de mayo en el Estadio Mundialista de Jeju, donde tuvo como contrincante a Irán. El jugador completó la totalidad de los minutos en la derrota por 1-0. Finalizó la fase de grupos con el empate ante Portugal (1-1) y la victoria sobre Zambia (1-0). El rendimiento mostrado por los costarricenses les permitió avanzar a la siguiente fase como mejor tercero del grupo C con cuatro puntos. El 31 de mayo fue el partido de los octavos de final frente a Inglaterra, en el Estadio Mundialista de Jeonju. Para este cotejo, Leal sería el autor del gol del descuento al minuto 89', insuficiente en la derrota de 2-1.
El 6 de julio de 2018, se anunció el llamado de la selección Sub-21 dirigida por Marcelo Herrera para conformar la nómina que le haría frente al torneo de fútbol de los Juegos Centroamericanos y del Caribe, lista en la cual Leal quedó dentro del selecto grupo. Realizó su debut el 20 de julio en el Estadio Romelio Martínez de Barranquilla contra el anfitrión Colombia, donde fue titular y salió de cambio por Barlon Sequeira al minuto 81' en la derrota por 1-0. Dos días después pero en el mismo escenario deportivo, Randall saldría de cambio al minuto 72' por Luis Hernández mientras que su escuadra sumó la primera victoria de 3-2 sobre Trinidad y Tobago —juego en el que el futbolista se destapó con un doblete—. Tras el nuevo revés dado el 24 de julio ante Honduras con marcador de 1-2, su selección quedó eliminada en fase de grupos y ocupó el tercer lugar de la tabla.
El 15 de julio de 2019, Leal fue convocado por Douglas Sequeira en la selección Sub-23 para jugar la eliminatoria al Preolímpico de Concacaf. Dos días después fue su debut frente a Guatemala en el Estadio Doroteo Guamuch Flores, donde el futbolista apareció como titular con la dorsal «10» y concretó un gol al minuto 14' en la victoria por 0-3. A pesar de la derrota dada el 21 de julio por 0-2 en la vuelta en el Estadio Morera Soto, su combinado logró clasificarse al torneo continental.
El 10 de marzo de 2021, Leal fue incluido en la lista final del entrenador Douglas Sequeira, para enfrentar el Preolímpico de Concacaf con la Selección Sub-23 de Costa Rica. El 18 de marzo debutó en la competencia como titular frente a Estados Unidos en el Estadio Jalisco, donde se dio la derrota por 1-0. Tres días después completó la totalidad de los minutos ante México en el Estadio Akron, y en esta ocasión vio otra vez la derrota de su conjunto por 3-0. Este resultado dejó fuera a la selección costarricense de optar por un boleto a los Juegos Olímpicos de Tokio. El 24 de marzo convirtió dos goles y dio una asistencia en el triunfo de trámite por 5-0 sobre República Dominicana.

#### Participaciones en juveniles
| Competencia                               | Sede          | Resultado        |
| ----------------------------------------- | ------------- | ---------------- |
| Campeonato Sub-17 de la Concacaf 2013     | Panamá        | Fase de grupos   |
| Juegos Centroamericanos y del Caribe 2014 | México        | Fase de grupos   |
| Campeonato Sub-20 de la Concacaf 2017     | Costa Rica    | Clasificado      |
| Copa Mundial Sub-20 de 2017               | Corea del Sur | Octavos de final |
| Juegos Centroamericanos y del Caribe 2018 | Barranquilla  | Fase de grupos   |
| Preolímpico de Concacaf 2020              | México        | Fase de grupos   |

### Selección absoluta
El 28 de agosto de 2018, Randall fue incluido en la lista de convocados de la selección costarricense por el entrenador interino Ronald González, como parte de la nueva generación de futbolistas que enfrentarían una serie de juegos amistosos en el continente asiático. El 7 de septiembre, en el partido contra Corea del Sur en el Estadio de Goyang, el centrocampista realizó su debut como internacional absoluto con la dorsal «22», luego de haber ingresado de relevo por Elías Aguilar al minuto 56' y vio la pérdida de su combinado con cifras de 2-0. El 11 de septiembre, para el fogueo frente a Japón celebrado en la ciudad de Suita, Leal disputó su primer compromiso en la titularidad mientras que su selección terminó cayendo con la derrota por 3-0.
El 5 de junio de 2019, Leal entró en la nómina del entrenador Gustavo Matosas para disputar la Copa de Oro de la Concacaf. Debutó el 16 de junio como sustitución de Elías Aguilar en la victoria por 4-0 sobre Nicaragua. Después fue suplente en el triunfo de 2-1 ante Bermudas y alcanzó la totalidad de los minutos en la derrota 2-1 frente a Haití. Su país se quedó en el camino al perder en penales por México en cuartos de final, serie en la que Leal erró uno de los lanzamientos.
El 4 de octubre de 2019, es convocado por Ronald González para el inicio en la Liga de Naciones de la Concacaf. El 10 de octubre fue titular en el empate 1-1 de visita frente a Haití. Tres días después quedó en la suplencia en la igualada contra Curazao.
El 26 de agosto de 2021, Leal fue llamado por Luis Fernando Suárez para iniciar la eliminatoria de Concacaf hacia la Copa del Mundo.
El 30 de agosto de 2023, fue convocado por el director técnico Claudio Vivas en una gira hacia Europa contra los encuentros amistosos ante Arabia Saudita y Emiratos Árabes Unidos. El 8 de septiembre, Leal se enfrentó ante Arabia Saudita, ingresando al terreno de juego al minuto 65, colocando la última anotación del compromiso al minuto 89, convirtiéndose en la primera anotación con el combinado patrio por la victoria 1-3. Cuatro días después, Leal se enfrentó ante Emiratos Árabes Unidos disputando 74 minutos en la derrota 1-4.

#### Participaciones internacionales
| Evento                                  | Sede                                  | Resultado        | Partidos | Goles |
| --------------------------------------- | ------------------------------------- | ---------------- | -------- | ----- |
| Copa de Oro de la Concacaf 2019         | Estados Unidos · Costa Rica · Jamaica | Cuartos de final | 3        | 0     |
| Liga de Naciones de la Concacaf 2019-20 | Concacaf                              | Cuarto lugar     | 5        | 0     |

#### Participaciones en eliminatorias
| Eliminatoria               | Sede  | Resultado   | Posición | Partidos | Goles |
| -------------------------- | ----- | ----------- | -------- | -------- | ----- |
| Clasificación Mundial 2022 | Catar | Clasificado | 4.ª      | 6        | 0     |

## Estadísticas

### Clubes
Actualizado al último partido jugado el 19 de octubre de 2024.
| Club                                 | Div.          | Temporada     | Liga  | Liga  | Liga   | Copas nacionales | Copas nacionales | Copas nacionales | Copas internacionales | Copas internacionales | Copas internacionales | Total | Total | Total  |
| Club                                 | Div.          | Temporada     | Part. | Goles | Asist. | Part.            | Goles            | Asist.           | Part.                 | Goles                 | Asist.                | Part. | Goles | Asist. |
| ------------------------------------ | ------------- | ------------- | ----- | ----- | ------ | ---------------- | ---------------- | ---------------- | --------------------- | --------------------- | --------------------- | ----- | ----- | ------ |
| Belén F. C. · Costa Rica             |               |               |       |       |        |                  |                  |                  |                       |                       |                       |       |       |        |
| 1.ª                                  | 2013-14       | 18            | 1     | 2     | —      | —                | —                | —                | —                     | —                     | 18                    | 1     | 2     |        |
| 1.ª                                  | 2014-15       | 5             | 1     | 0     | —      | —                | —                | —                | —                     | —                     | 5                     | 1     | 0     |        |
| Total club                           | Total club    | 23            | 2     | 2     | 0      | 0                | 0                | 0                | 0                     | 0                     | 23                    | 2     | 2     |        |
| KV Malinas · Bélgica                 |               |               |       |       |        |                  |                  |                  |                       |                       |                       |       |       |        |
| 1.ª                                  | 2015-16       | 11            | 0     | 0     | —      | —                | —                | —                | —                     | —                     | 11                    | 0     | 0     |        |
| 1.ª                                  | 2016-17       | 6             | 0     | 1     | —      | —                | —                | —                | —                     | —                     | 6                     | 0     | 1     |        |
| 1.ª                                  | 2017-18       | 1             | 0     | 0     | 1      | 0                | 0                | —                | —                     | —                     | 2                     | 0     | 0     |        |
| Total club                           | Total club    | 18            | 0     | 1     | 1      | 0                | 0                | 0                | 0                     | 0                     | 19                    | 0     | 1     |        |
| Deportivo Saprissa · Costa Rica      |               |               |       |       |        |                  |                  |                  |                       |                       |                       |       |       |        |
| 1.ª                                  | 2018-19       | 26            | 4     | 4     | —      | —                | —                | 2                | 0                     | 0                     | 28                    | 4     | 4     |        |
| 1.ª                                  | 2019-20       | 19            | 4     | 6     | —      | —                | —                | 9                | 0                     | 3                     | 28                    | 4     | 9     |        |
| Total club                           | Total club    | 45            | 8     | 10    | 0      | 0                | 0                | 11               | 0                     | 3                     | 56                    | 8     | 13    |        |
| Huntsville City F. C. Estados Unidos |               |               |       |       |        |                  |                  |                  |                       |                       |                       |       |       |        |
| 3.ª                                  | 2023          | 1             | 0     | 1     | —      | —                | —                | —                | —                     | —                     | 1                     | 0     | 1     |        |
| 3.ª                                  | 2024          | 1             | 0     | 0     | —      | —                | —                | —                | —                     | —                     | 1                     | 0     | 0     |        |
| Total club                           | Total club    | 2             | 0     | 1     | 0      | 0                | 0                | 0                | 0                     | 0                     | 2                     | 0     | 1     |        |
| Nashville S. C. Estados Unidos       |               |               |       |       |        |                  |                  |                  |                       |                       |                       |       |       |        |
| 1.ª                                  | 2020          | 24            | 4     | 4     | —      | —                | —                | —                | —                     | —                     | 24                    | 4     | 4     |        |
| 1.ª                                  | 2021          | 33            | 8     | 7     | —      | —                | —                | —                | —                     | —                     | 33                    | 8     | 7     |        |
| 1.ª                                  | 2022          | 29            | 2     | 6     | 1      | 0                | 0                | —                | —                     | —                     | 30                    | 2     | 6     |        |
| 1.ª                                  | 2023          | 21            | 3     | 0     | 2      | 0                | 0                | 2                | 0                     | 0                     | 25                    | 3     | 0     |        |
| 1.ª                                  | 2024          | 4             | 0     | 1     | —      | —                | —                | —                | —                     | —                     | 4                     | 0     | 1     |        |
| Total club                           | Total club    | 111           | 17    | 18    | 3      | 0                | 0                | 2                | 0                     | 0                     | 116                   | 17    | 18    |        |
| Total carrera                        | Total carrera | Total carrera | 199   | 27    | 32     | 4                | 0                | 0                | 13                    | 0                     | 3                     | 216   | 27    | 35     |
| 1. 2. Fuente:Transfermarkt           |               |               |       |       |        |                  |                  |                  |                       |                       |                       |       |       |        |

### Selección de Costa Rica
Actualizado al último partido jugado el 11 de septiembre de 2023.
| Selección                                         | Año | Eliminatorias | Eliminatorias | Eliminatorias | Continental | Continental | Continental | Mundial | Mundial | Mundial | Amistosos | Amistosos | Amistosos | Total | Total | Total  |
| Selección                                         | Año | Part.         | Goles         | Asist.        | Part.       | Goles       | Asist.      | Part.   | Goles   | Asist.  | Part.     | Goles     | Asist.    | Part. | Goles | Asist. |
| ------------------------------------------------- | --- | ------------- | ------------- | ------------- | ----------- | ----------- | ----------- | ------- | ------- | ------- | --------- | --------- | --------- | ----- | ----- | ------ |
| Absoluta · Costa Rica                             |     |               |               |               |             |             |             |         |         |         |           |           |           |       |       |        |
| 2018                                              | —   | —             | —             | —             | —           | —           | —           | —       | —       | 6       | 0         | 0         | 6         | 0     | 0     |        |
| 2019                                              | —   | —             | —             | 6             | 0           | 1           | —           | —       | —       | 3       | 0         | 0         | 9         | 0     | 0     |        |
| 2020                                              | —   | —             | —             | —             | —           | —           | —           | —       | —       | 2       | 0         | 0         | 2         | 0     | 0     |        |
| 2021                                              | 6   | 0             | 0             | 2             | 0           | 0           | —           | —       | —       | 1       | 0         | 0         | 9         | 0     | 0     |        |
| 2023                                              | —   | —             | —             | —             | —           | —           | —           | —       | —       | 2       | 1         | 0         | 2         | 1     | 0     |        |
| 2024                                              | 0   | 0             | 0             | 0             | 0           | 0           | —           | —       | —       | 0       | 0         | 0         | 0         | 0     | 0     |        |
| Total                                             | 6   | 0             | 0             | 8             | 0           | 1           | 0           | 0       | 0       | 14      | 1         | 0         | 28        | 1     | 1     |        |
| 1. Fuente:Transfermarkt / National Football Teams |     |               |               |               |             |             |             |         |         |         |           |           |           |       |       |        |

#### Goles internacionales
| N. | Fecha                   | Sede                                  | Rival          | Gol | Resultado | Competición      |
| -- | ----------------------- | ------------------------------------- | -------------- | --- | --------- | ---------------- |
| 1. | 8 de septiembre de 2023 | St James' Park, Newcastle, Inglaterra | Arabia Saudita | 1–3 | 1–3       | Partido amistoso |

## Palmarés

### Títulos internacionales
| Título        | Club               | Sede        | Año  |
| ------------- | ------------------ | ----------- | ---- |
| Liga Concacaf | Deportivo Saprissa | Tegucigalpa | 2019 |

### Distinciones individuales
| Distinción                                                              | Año  |
| ----------------------------------------------------------------------- | ---- |
| Incluido en el Once ideal del Campeonato Sub-20 de la Concacaf          | 2017 |
| Mejor gol de la Primera División de Costa Rica del Torneo Apertura 2019 | 2020 |

## Vida privada
Randall Leal realiza un movimiento benéfico todos los años en Costa Rica, específicamente en el mes de diciembre como días festivos, la labor social surgió a partir del año 2019, Leal visita su país natal Costa Rica, ofreciendo alimentos a personas necesitadas, con demás familiares/amigos los que ofrecen la comida personalmente en las viviendas.